# Paulinho (1992)
João Paulo Dias Fernandes (* 9. listopadu 1992, Portugalská Barcelona) známý jako Paulinho, je portugalský profesionální fotbalista, který hraje za Sporting CP jako útočník.
V roce 2020 si připsal svůj debut za Portugalsko když nastoupil do Přátelského utkání proti Andorře , kde vstřelil 2góly a přispěl tak k drtivému vítězství Portugalska 7-0

## Klubová kariéra
Svoji profesionální kariéru započal ve fotbalovém klubu Santa Maria FC (1. 10. 2010)

## Úspěchy

### Klubové
Sporting CP
2× Primeira Liga (2020/21, 2023/24)
1× Taça da Liga (2021/22)
1×Supertaça (2021)
Sc Braga
1×Taça da Liga (2019/20)

## Reprezentační góly
| Pořadí | Datum             | Místo                                | Utkání | Soupeř  | Skóre na | Výsledek utkání | Typ utkání       |
| ------ | ----------------- | ------------------------------------ | ------ | ------- | -------- | --------------- | ---------------- |
| 1      | 11. listopad 2020 | Estádio da Luz, Lisabon, Portugalsko | 1      | Andorra | 2–0      | 7–0             | Přátelské utkání |
| 2      | 11. listopad 2020 | Estádio da Luz, Lisabon, Portugalsko | 1      | Andorra | 4–0      | 7–0             | Přátelské utkání |